# Budynek Komunalnej Kasy Oszczędnościowej w Krakowie
Budynek Komunalnej Kasy Oszczędnościowej w Krakowie – zabytkowy siedmiopiętrowy gmach, mieszczący się na terenie Starego Miasta w Krakowie, przy placu Szczepańskim 5 u wylotu ulicy Reformackiej, jedyny „wieżowiec” w obrębie plant.
Został zaprojektowany przez Fryderyka Tadaniera i Stefana Strojka. Powstał w miejscu jednopiętrowej kamienicy, do użytku oddano go w 1936 roku. Już podczas budowy wysokość obiektu wzbudzała duże kontrowersje, były podejmowane nawet próby przerwania budowy 6. i 7. kondygnacji, które ostatecznie się nie powiodły.
Bryła budynku charakteryzuje się nawarstwionymi poziomami, osiągającymi swoją kulminację w narożniku z wejściem głównym na dole i są uwieńczone okrągłą wieżycą. Budynek w interesujący sposób zamyka jeden z rogów placu Szczepańskiego. Przed wojną był popularnie zwany „krakowskim drapaczem chmur”.
Po wojnie w budynku została umieszczona Wojewódzka Komenda Milicji Obywatelskiej i znajdowała się tam do końca lat 70. XX wieku, kiedy to została ona przeniesiona do nowego zespołu budynków przy ul. Mogilskiej.
W 2017 roku budynek przeszedł remont w trakcie którego m.in. została odczyszczona elewacja.
23 lipca 1992 budynek został wpisany do rejestru zabytków. Znajduje się także w gminnej ewidencji zabytków.

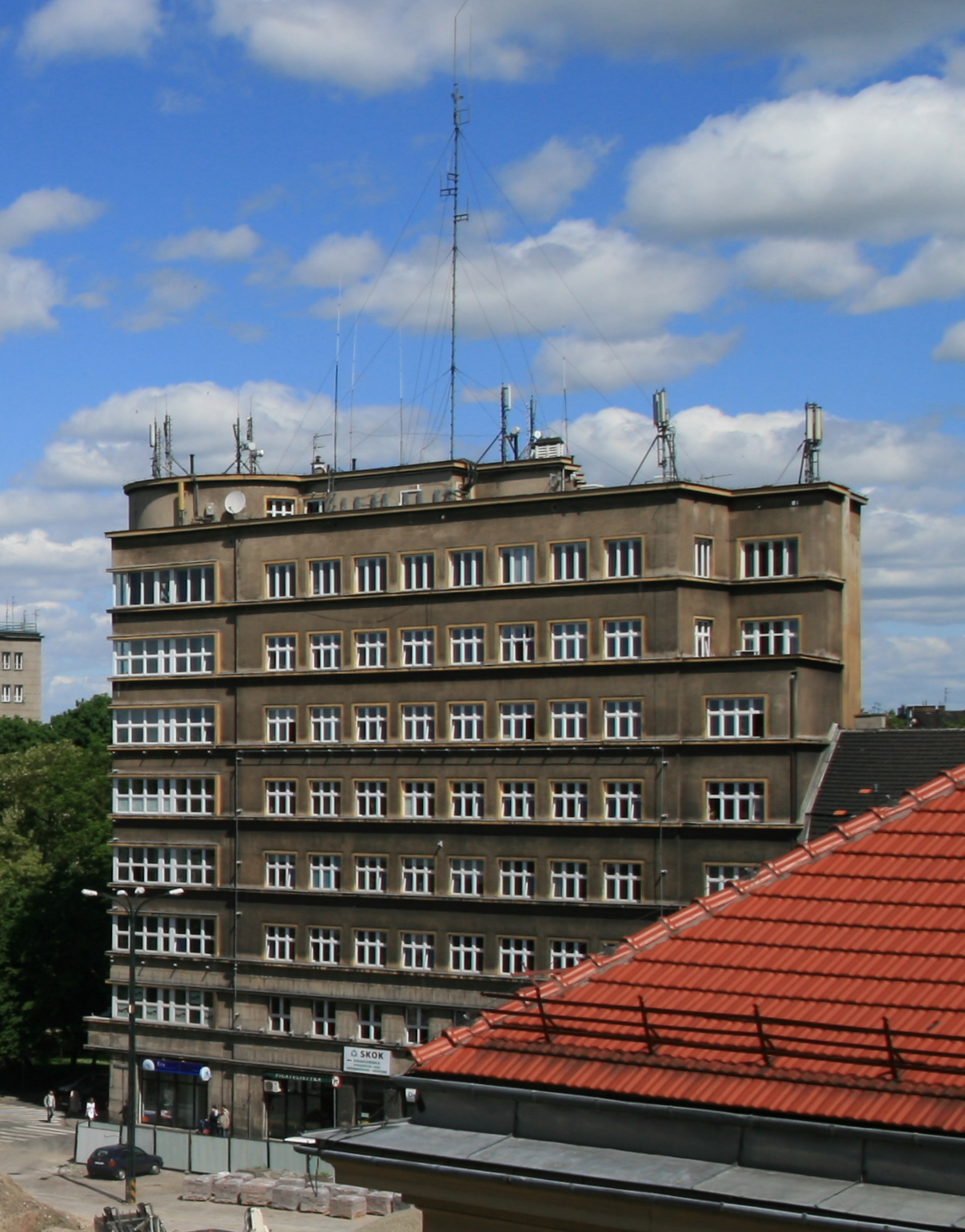
Widok z Pałacu Krzysztofory, przed remontem (2009)
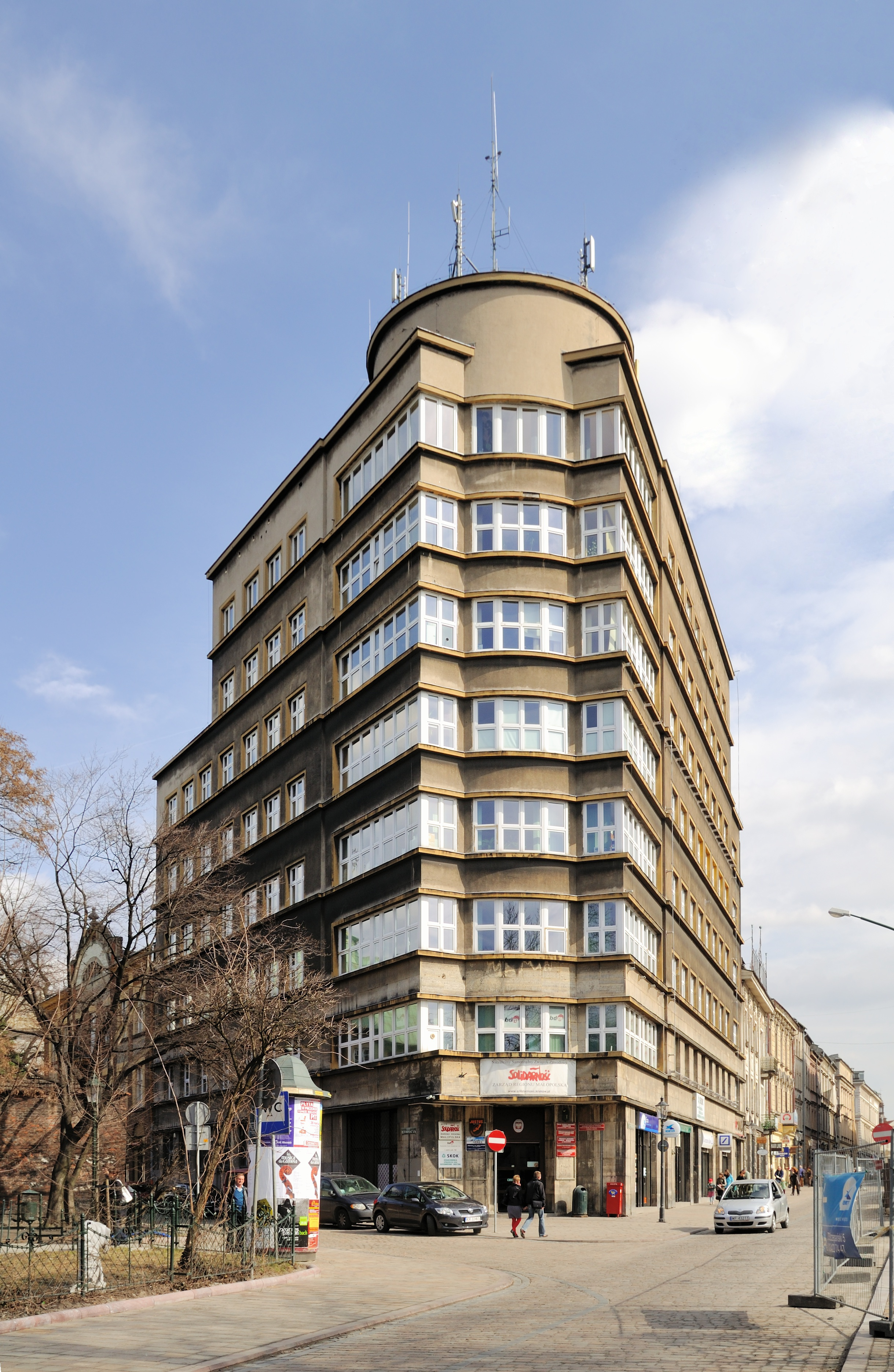
Widok od strony Plant, przed remontem (2010)